# Mes contes de Perrault
Mes contes de Perrault est un recueil de contes de Tahar Ben Jelloun paru aux éditions du Seuil en 2014. Il s'agit d'une réécriture de dix contes de Charles Perrault.

## Présentation
Dans Mes contes de Perrault Tahar Ben Jelloun entreprend une réécriture de dix contes de Charles Perrault:
Riquet à la houppe, le Petit Poucet, Barbe-Bleue, La Belle au bois dormant, les Fées, le Chat botté, Peau d'Âne, le Petit Chaperon rouge, les Souhaits ridicules et Cendrillon. 
Inspiré des histoires de Mille et Une Nuits, que lui ont été racontées par « une vieille femme du nom Fadela »    quand il était enfant, il orientalise les contes de Perrault en les situant dans un contexte arabe et musulman.
Riquet à la houppe devient ainsi Hakim à la houppe, le Petit Chaperon rouge devient la petite à la burqa rouge, La Belle au bois dormant est persécutée par sa belle-mère à cause de sa peau noire  et le roi dans Peau d'âne, « ferme son harem constitué de douze femmes »   par amour pour Sundouce, la future mère de l'héroïne de l'histoire.

## Style et contenu
Tahar Ben Jelloun garde la structure initiale des contes de Charles Perrault, tout en y mêlant « des épices et des couleurs issues d'autres pays, d'autres imaginaires ». Il rend ainsi hommage à Fadela, une vieille femme qui s'est installée chez la famille quand il était enfant. Il écrit dans l'introduction de son recueil:
« Le visage ridé et les petits yeux enfoncés de Fadela planaient au-dessus de moi tandis que j'écrivais. Non seulement elle sortait alors de sa nuit noire, mais j'entendais sa voix qui me dictait ce que je devais écrire. »
Contrairement à Perrault, Tahar Ben Jelloun ne rajoute pas une moralité à chaque conte. Il précise dans l'introduction de son recueil que l'homme ne changera jamais dans son comportement, peu importe s'il est bon ou méchant. L'auteur se contente d'une seule morale:
« Finalement, l'unique morale de l'histoire, c'est qu'il faut, partout et en toute circonstance, garder sa lucidité et sa vigilance bien en éveil. »

## Éditions
- Mes contes de Perrault, éditions du Seuil, 2014  (ISBN 978-2-02-116226-4)

## Sources primaires
- Mes contes de Perrault, éditions du Seuil, 2014  (ISBN 978-2-02-116226-4)

## Sources secondaires
- Catalogue Littérature sur le site Web des éditions du Seuil
- Tahar Ben Jelloun: contes de la lucidité, article sur le site Web du journal québécois Le Soleil , consulté le 23 avril 2015